# Euastrum bidentatum
Euastrum bidentatum là một loài Song tinh tảo trong họ Desmidiaceae, thuộc chi Euastrum.